# Монтеррубіо-де-ла-Деманда
Монтеррубіо-де-ла-Деманда (ісп. Monterrubio de la Demanda) — муніципалітет в Іспанії, у складі автономної спільноти Кастилія-і-Леон, у провінції Бургос. Населення — 71 особа (2010).
Муніципалітет розташований на відстані близько 200 км на північ від Мадрида, 50 км на південний схід від Бургоса.

## Демографія
Динаміка населення (INE ):